# Susana Ruiz Cerutti
Susana Ruiz Cerutti   (Buenos Aires, 18 de novembre de 1940 - Buenos Aires, 24 de juny de 2024) va ser una advocada, diplomàtica i política que fou Ministra d'Afers Exteriors, Comerç Internacional i Culte - Cancellera, durant la presidència de Raúl Alfonsín, del 26 de maig al 8 de juliol de 1989, convertint-se en la primera dona en la història argentina a ocupar el càrrec de la Cancelleria, equivalent en altres països al de Ministra d'Afers Exteriors.
Dins de la Cancelleria argentina també havia exercit el càrrec de Vicecancellera de 1987 fins a 1989, quan substituí Dante Caputo; també va ser Ambaixadora argentina a Suïssa, Liechtenstein i el Canadà.

## Biografia
Va graduar-se com a advocada de la Universitat de Buenos Aires (UBA), va exercir la seva professió fins al seu ingrés en l'Institut del Servei Exterior de la Nació. Va egressar en aquesta institució el 1968 amb medalla d'or i diploma d'honor. Entre els anys 1972 i 1985 va participar i va conduir diverses de les missions que, amb la mediació papal, van aconseguir resoldre el conflicte del canal de Beagle. Va ser Representant permanent argentina davant l'Organització de les Nacions Unides (ONU) i l'Organització dels Estats Americans (OEA) i va representar l'Argentina en altres organitzacions.
A més, va treballar com a directora de la delegació argentina en les negociacions de la Disputa de la llacuna del Desert amb Xile. Pel seu treball va obtenir la Creu Pro Eclesia et Pontifice i amb l'Ordre de San Gregori Magne atorgada pel papa Joan Pau II.
Després d'exercir com a assessora jurídica del la Cancelleria argentina va ser nomenada Secretària d'Estat del Ministeri de Relacions Exteriors (Vicecancellera) el 1987, càrrec que va abandonar al maig de 1989 quan va assumir la titularitat de la Cancelleria, designada pel president Raúl Alfonsín, en substitució de Dante Caputo. Va ocupar el càrrec sis setmanes, fins a l'assumpció de Carlos Menem, que va nomenar Domingo Cavallo com a successor, el 9 de juliol del mateix any.
Posteriorment va tornar a ocupar el càrrec de Secretària d'Estat fins que va ser nomenada Ambaixadora argentina a Suïssa i li van ser acceptades les credencials a Liechtenstein el 1991. Més tard va ser nomenada Ambaixadora al Canadà de 1998 a 1999. Entre 1999 i 2000 va ser Representant Especial per a Assumptes de les Illes Malvines i illes de l'Atlàntic Sud en el rang d'ambaixadora.
Al novembre del 2000, va ser designada Secretària de Política Exterior, en reemplaçament d'Enrique Candioti, durant la presidència de Fernando De la Rúa.
Va ser designada el 2001 Consellera Legal del Ministeri de Relacions Exteriors, càrrec que ocupa en l'actualitat. En aquest càrrec va participar en les mediacions entre Argentina i Uruguai en el conflicte per les pasteres, entre 2006 i 2010, fins i tot quan es va portar el problema a la Cort Internacional de Justícia a La Haia.
Va guanyar dues vegades el premi Konex: en el 1998 i el 2008, en la categoria Diplomàcia. A l'abril de 2012 va ser designada com a Membre Titular de l'Acadèmia Nacional de Geografia de l'Argentina, disertant sobre el tema "La geografia en les controvèrsies entre estats" en una integració en aquesta disciplina a part dels seus coneixements en Dret internacional.